# Italdesign Giugiaro
Italdesign Giugiaro S.p.A. é uma empresa italiana especializada na fabricação de carrocerias e no projeto de automóveis, foi fundada por Giorgetto Giugiaro. Desde maio de 2010 é controlada pelo grupo Volkswagen.

## Modelos desenvolvidos pelo estúdio
- Alfa Romeo 159
- Alfa Romeo Alfasud
- Audi 80 1978
- Audi Karmann Asso Di Picche research prototype 1973
- Aztec—1988 Convertible
- BMW Nazca C2
- BMW Nazca C2 Spider
- Brilliance BS6[2]
- Bugatti ID90 research prototype 1990
- Bugatti EB112 research prototype 1993
- Bugatti EB118 research prototype 1998
- Bugatti EB218 research prototype 1999
- Bugatti 18/3 Chiron research prototype 1999
- Chevrolet Corvette—2003 Moray Concept
- Daewoo Matiz
- Daewoo Lacetti
- Daewoo Lanos
- Daewoo Kalos Dream Concept
- Daewoo Kalos aka Chevrolet Aveo, Holden Barina, Pontiac Wave, Suzuki Swift+
- DMC DeLorean
- Ferrari GG50
- Fiat 850 Sport Coupe
- Fiat Grande Punto
- Fiat Panda 1980
- Fiat Punto 1993
- Fiat Sedici
- Fiat Uno
- Fiat Palio 2001 2003
- Ford Mustang—1965 by Bertone, Giugiaro 2007
- FSO Polonez - in 1978
- Hyundai Pony
- Hyundai Sonata
- Isuzu Piazza
- Lamborghini Marco Polo research prototype 1982
- Lamborghini Formula industrial vehicle 1991
- Lamborghini Runner industrial vehicle 1995
- Lamborghini Premium industrial vehicle 1995
- Lamborghini Calà research prototype 1995
- Lamborghini Champion industrial vehicle 1998
- Lamborghini Victory industrial vehicle 1998
- Lamborghini Champion industrial vehicle 2001
- Lancia Delta
- Lancia Megagamma
- Lotus Esprit—1972 Concept
- Maserati 3200 GT
- Maserati Coupe
- Maserati Quattroporte
- Morris Ital
- Proton Persona
- Quaranta Concept
- Scighera
- Saab 9000
- SsangYong C200 Concept
- SsangYong Rexton
- Suzuki SX4
- Suzuki X-90
- Subaru SVX
- SEAT Ibiza 1984
- SEAT Málaga 1985
- SEAT Proto C research prototype 1990
- SEAT Proto TL research prototype 1990
- SEAT Toledo 1991
- SEAT Ibiza 1993
- SEAT Córdoba 1993
- SEAT Toledo 1998
- Toyota Alessandro Volta
- Toyota Aristo / Lexus GS
- Volkswagen Porsche Tapiro research prototype 1970
- Volkswagen Karmann Cheetah research prototype 1971
- Volkswagen Passat 1973
- Volkswagen Golf 1974
- Volkswagen Scirocco 1974
- Volkswagen W12 Syncro research prototype 1997
- Volkswagen W12 Roadster research prototype 1998
- Zastava Florida
- Proton Hybrid Concept